# Implozija
Implozija je naglo smanjenje obujma ili volumena fizikalnog tijela u kojem je tlak prije pucanja vanjske površine tijela bio niži od tlaka okoliša. Najčešći je primjer implozije prsnuće električne žarulje (naročito ako se smoči s vodom).

## Primjeri

### Inercijska kavitacija
Prvi znanstvenik koji je proučavao kavitaciju bio je John Rayleigh, krajem 19. stoljeća. On je uočio pojavu kavitacije kod toka vode u rijekama, posebno ispod vodopada - gdje voda zbog ove pojave izaziva znatnu eroziju u kamenju na koje pada.
Kasnije je uočeno da kavitacija nastaje pri svakome snažnom impulsnom udaru energije u čvrstu prepreku. Tako postoje optička kavitacija, koja nastaje udarom snažnog zraka lasera i električna kavitacija - na primjer na svjećicama vozila na benzinski pogon.
Treba napomenuti da je energija kavitacije iznimmo visoka: prilikom implozije mjehurića plina temperatura iznosi nekoliko tisuća ºC, tlak nekoliko stotina bara, a stvara se i svjetlost (sonoluminiscencija). Ma koliko ovi podatci izgledali nevjerojatni, ustanovljeni su pri laboratorijskim mjerenjima kavitacije, jer je njezino sprječavanje jedno od glavnih područja proučavanja hidrodinamike, s obzirom na to da rad u kavitacionom režimu izaziva znatna oštećenja i nepouzdanost u radu hidrodinamičkih uređaja, te se po svaku cijenu nastoji izbjeći.

### Neinercijska kavitacija
Neinercijska kavitacija je postupak kontrolirana astajanja sitnih mjehurića plina uz dovođenje energije izvana - najčešće akustične (zvučne). Ova energija prisiljava mjehuriće plina na titranje određenom frekvencijom i po određenom obrascu prije implozije, i na taj način obavljanje koristnoga rada. Ovako nastaje mnogo manja pojava erozije, a koristi se u ultrazvučnim kadama za čišćenje precizno izrađenih dijelova od osjetljivih materijala, na primjer dijelova hidrodinamičkih upravljačkih sistema - ventila i slično, silikonskih brtvi i drugih dijelova, čija je izrada vrlo precizna i skupa, a materijal osjetljiv na druge načine čišćenja i popravka.

### Pojava hidrodinamičke kavitacije
Ako tlak vode padne ispod tlaka zasićenja vodene pare, dolazi do snažne promjene iz tekućeg u plinovito stanje, čime se stvaraju diskontinuiteti u toku, šupljine (mjehure pare okružene tekućinom). Viši specifični obujam mjehura pare ne dozvoljava daljnji pad tlaka. Mjehur pare nakon isparavanja u području nižeg tlaka tokom fluida dolazi u područje višeg tlaka u kojem trenutno implodira pretvarajući se u tekućinu (kondenzira). Tada dolazi do naglog povećanja tlaka radi sudara fronta vode sa svih strana mjehura pare. Kako je tok tekućine konstantan, to je i pojava formiranja mjehura pare i njenog kasnijeg implodiranja također konstantna.
Strujanje fluida je uglavnom, pogotovo kod vodnih turbina, turbulentno što je obilježeno fluktuacijama brzina i tlaka, koje su posebno intenzivne u graničnome sloju (uz čvrstu stjenku). Ako se ovakva kolebanja tlaka pojave pri tlaku koji odgovara lokalnomu tlaku zasićenja vodene pare, doći će do trenutnoga intenzivnog procesa stvaranja i gotovo istodobna kolabiranja mjehura pare, stvarajući vrlo visoke tlakove u središtu mjehura, kao posljedica sudara nadolazećih frontova vode sa svih strana kolabirajućega mjehura.
Kao posljedica intenzivna prelaska iz tekućega u plinoviti stanje i obratno, pojavljuju se značajne pulzacije tlaka (2000 Pa – 10000 bar) vrlo visokih frekvencija (10 – 20 kHz). Kavitacija je osobito nepogodna ako se pojavljuje blizu metalnih površina. Tada zbog naglih promjena tlaka (2000 Pa – 10000 bar) dolazi do otkidanja metala s metalnih površina (kod turbina to su lopatice rotora). 
Kavitacija nije karakteristična samo za rotacijske strojeve. Pojavljuje se u svim situacijama kada tlak vode padne ispod tlaka zasićenja vodene pare za danu temperaturu (primjerice, u ventilima).